# Nexus 7 (2012)
El Nexus 7 es una tableta que funciona con el sistema operativo móvil Android. Fue el primero en incluir la versión 4.1 del mencionado sistema y fue desarrollado en forma conjunta entre Google y Asus. Fue anunciado el 27 de junio de 2012 en el Google I/O y se hizo disponible para ser preordenada en la tienda en línea de Google casi de inmediato. Se lanzó a principios de julio del mismo año en los Estados Unidos y Canadá, y días después en el Reino Unido y Australia. El 27 de agosto fue lanzado en España, Francia y Alemania. Es la primera tableta fabricada por Google.
El 25 de julio de 2013, Google anunció en forma oficial la segunda generación del dispositivo.

## Desarrollo
En diciembre de 2011, en una entrevista con el diario italiano Corriere della Sera el presidente y director general de Google, Eric Schmidt, anunció que estarían lanzando una nueva tablet en los siguientes seis meses. Pese a que en ningún momento Schmidt dijo que se trataba de un producto de la línea Nexus, se sobreentendió que sería así. Para mayo de 2012 se filtró información de que Asus estaría encargado de la fabricación del dispositivo y que este se llamaría "Nexus 7", contaría con un procesador Tegra 3 de cuatro núcleos, una pantalla de 7 pulgadas y utilizaría el sistema operativo Android 4.1, conocido como Jelly Bean.
El anuncio oficial de la nueva tableta vino el 27 de junio de 2012 durante el Google I/O en San Francisco. Las personas que asistieron al I/O recibieron los tres productos de la serie Nexus por su participación: la recientemente anunciada tableta, celular (móvil) Galaxy Nexus con Jelly Bean preinstalado y el Nexus Q; además de un Chromebook.
En octubre de 2012 Google confirmó que lanzaría un nuevo modelo de la tableta con capacidad de 32GB. Este nuevo modelo con mayor capacidad mantendría el precio de las tabletas de 16GB, y el precio de estas últimas bajaría al precio de las de 8GB. Esto ha desatado rumores de que la tableta de 8GB será descontinuada por completo.

## Diseño

### Software
La Nexus 7 cuenta con la última versión de Android 5.1, Lollipop. Además, utiliza Chrome como su navegador por defecto.
En 2014 la Nexus fue la primera Tableta en recibir la actualización a Android 5.0 (Lollipop) no mucho tiempo de actualizarse se lanzaron otras tres versiones del sistema 5.0.1, 5.0.2 y 5.1 las Nexus 7 nuevamente fueron las primeras en recibirlos de Manera Oficial mediante la actualización OTA.
La empresa Canonical Ltd. la cual es la encargada de mantener el sistema operativo Ubuntu, en octubre de 2012 sacó el sistema operativo Ubuntu con Unity para la Nexus 7. Este sistema operativo para ser instalado en la Nexus 7 puede bajarse el instalador por medio de los respectivos comandos en la terminal de Ubuntu.

### Hardware
La Nexus 7 está basada en la Asus MeMO ME370T, aunque muchos de los aspectos del dispositivo fueron modificados en un proceso de diseño que duró 4 meses. Las especificaciones del hardware de la tableta son::
- Pantalla de 7 pulgadas IPS con resolución de 1280x800 píxeles, con protección Corning Gorilla Glass.
- Procesador Nvidia Tegra 3 de 1.3 GHz de cuatro núcleos con un chip gráfico de 12 núcleos. (T30L - 4 x Cortex A9 SoC)
- 1 GB DDR3 RAM (Hynix HTC2G83CFR)
- NFC (NXP 65N04)
- Wi-Fi b/g/n con Bluetooth (AzureWave AW-NH665)
- Giróscopo y acelerómetro (Invensense MPU-6050), magnetómetro.
- GPS (Broadcom BCM4751)
- Cámara frontal de 1.3 MP (Aptina MI 1040).
- Batería no removible de 4325 mAh, 16 Wh.
- Conexión Micro USB.

Al igual que todos los otros dispositivos de la línea Nexus, la Nexus 7 también cuenta con una interface pogo para futuros accesorios. Entre las características importantes que no estarán disponibles en la tableta están la presencia de una entrada para memorias microSD, salida HDMI a través de puerto o MHL.

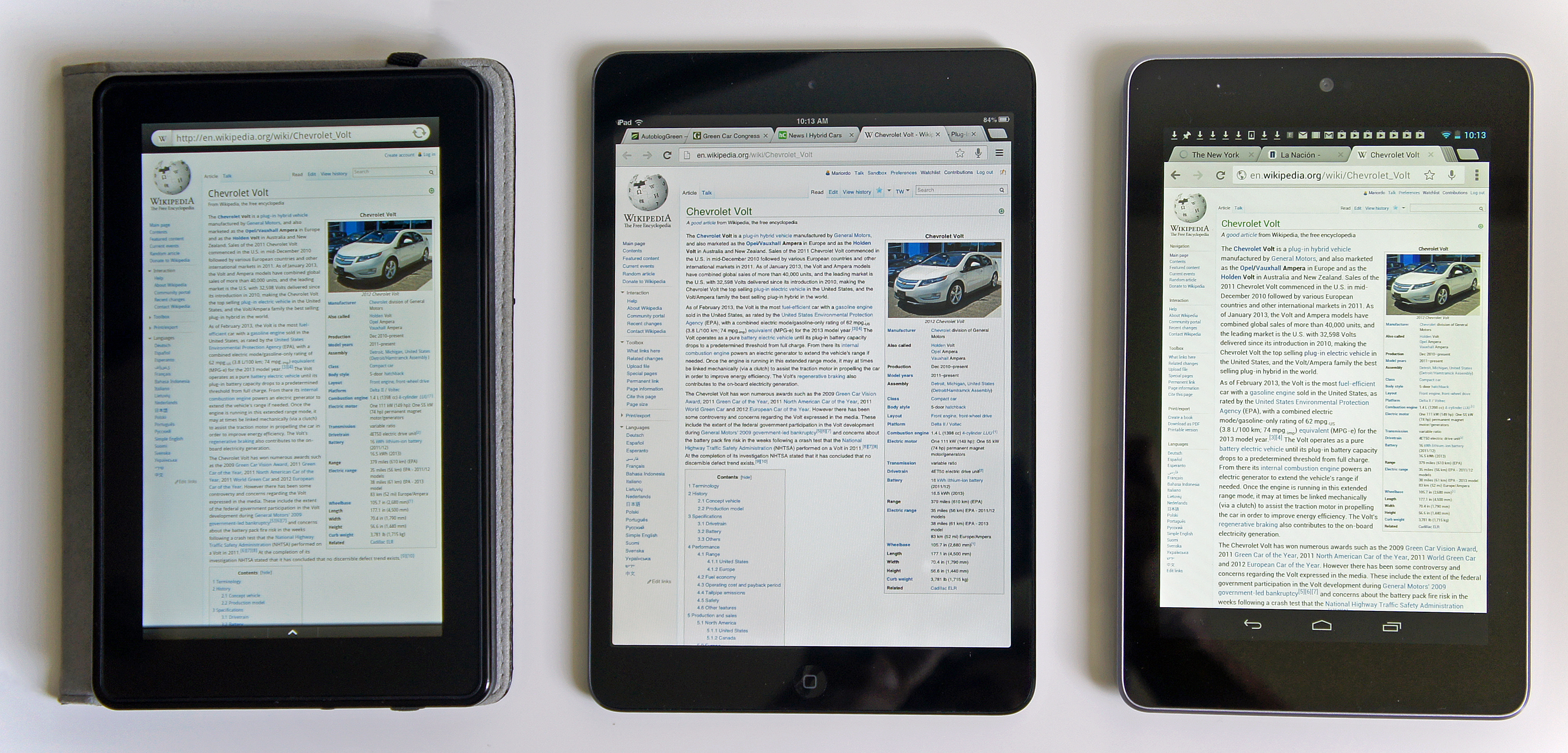
Comparación del Amazon Kindle Fire (izquierda) con el iPad Mini (centro) y el Google Nexus 7 (derecha).